# Conocybe subpallida
Conocybe subpallida är en svampart som tillhör divisionen basidiesvampar, och som beskrevs av Manfred Enderle. Conocybe subpallida ingår i släktet Conocybe, och familjen Bolbitiaceae. Arten är reproducerande i Sverige.